# Будівля Австрійського поштового ощадного банку

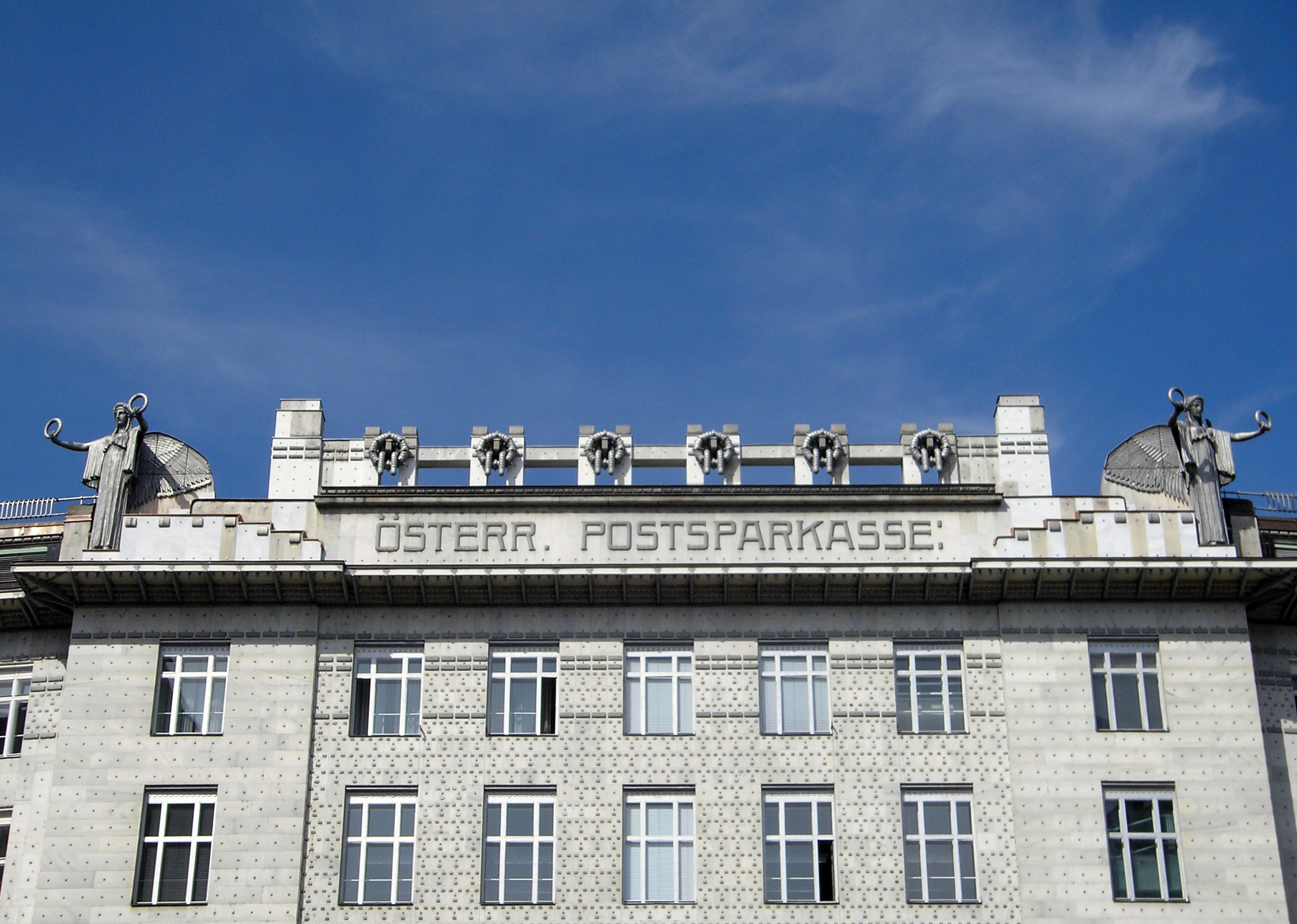
Австрійський поштовий ощадний банк

Будівля Австрійського поштового ощадного банку ( німецька мова : Österreichische Postsparkasse) — будівля у Відні, спроєктована та побудована архітектором Отто Вагнером. Будівля розглядається як важлива робота Віденської сецесії, різновиду модерну.
Побудована між 1904 і 1906 роками з використанням повністю нового залізобетону та відкрита 17 грудня 1906 року. Розширення було додано між 1910 і 1912 роками.
У будівлі розміщена штаб-квартира банку Österreichische Postsparkasse (PSK), який раніше називався kk Postsparcassen-Amt (Імператорсько-королівське поштове ощадне бюро). Розташована за адресою Georg-Coch-Platz 2, у першому районі Innere Stadt, поруч із бульваром Рінгштрассе.

## Зовнішній вигляд

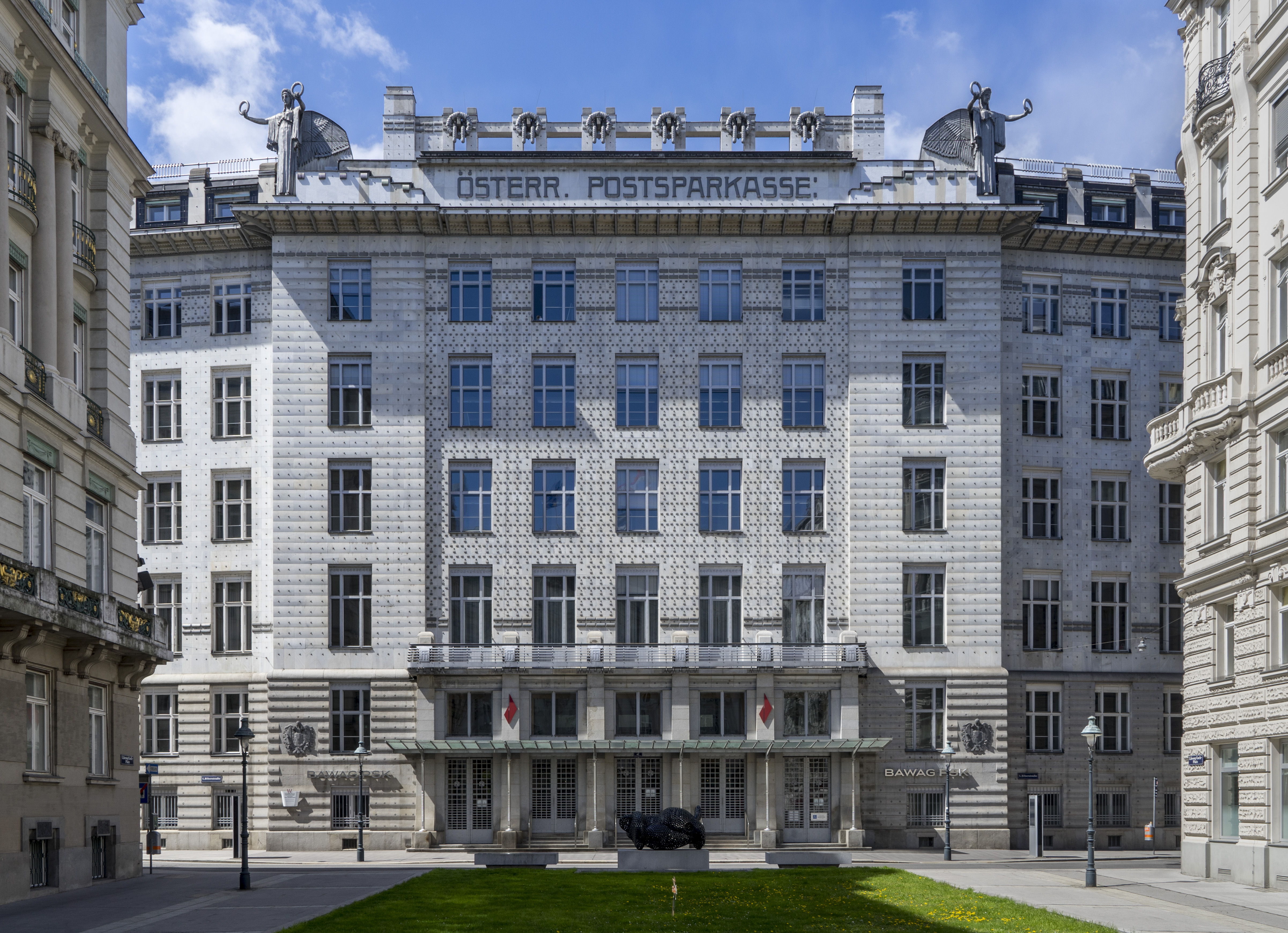
Головний фасад будівлі Österreichische Postsparkasse (PSK) у Відні

Висота до восьми поверхів, будівля займає цілий міський квартал. Фасад покритий квадратними мармуровими плитами та алюмінієвими додатками, що нагадує сховище для грошей. На нижній і верхній рівні кріпляться гранітні плити. Заклепки, якими є мармуровим облицюванням, здаються, прикріпленими до стіни, суто декоративні та формують фасад. Пластини товщиною 10 см утримуються на місці за допомогою штукатурки, заклепки не виконують опорної функції.  Використання мармуру робить обслуговування та очищення фасаду дуже простим та недорогим, важливим функціональним елементом у дизайні Вагнера. Вагнер високо цінував алюміній — матеріал, вдосконалений австрійським хіміком Карлом Йозефом Баєром для промислового виробництва. Він використовував матеріал не лише для заклепок, а й для інших декоративних елементів зовні і всередині будівлі, таких як портикові колони та вентилятори центрального опалення. Скульптури заввишки 4,3 метра, вперше виготовлені з литого алюмінію та розташовані на горищі будівлі, є роботою довголітнього співробітника Вагнера Отмара Шимковіца. Скляні вікна частково є роботою Леопольда Форстнера.

## Інтер'єр

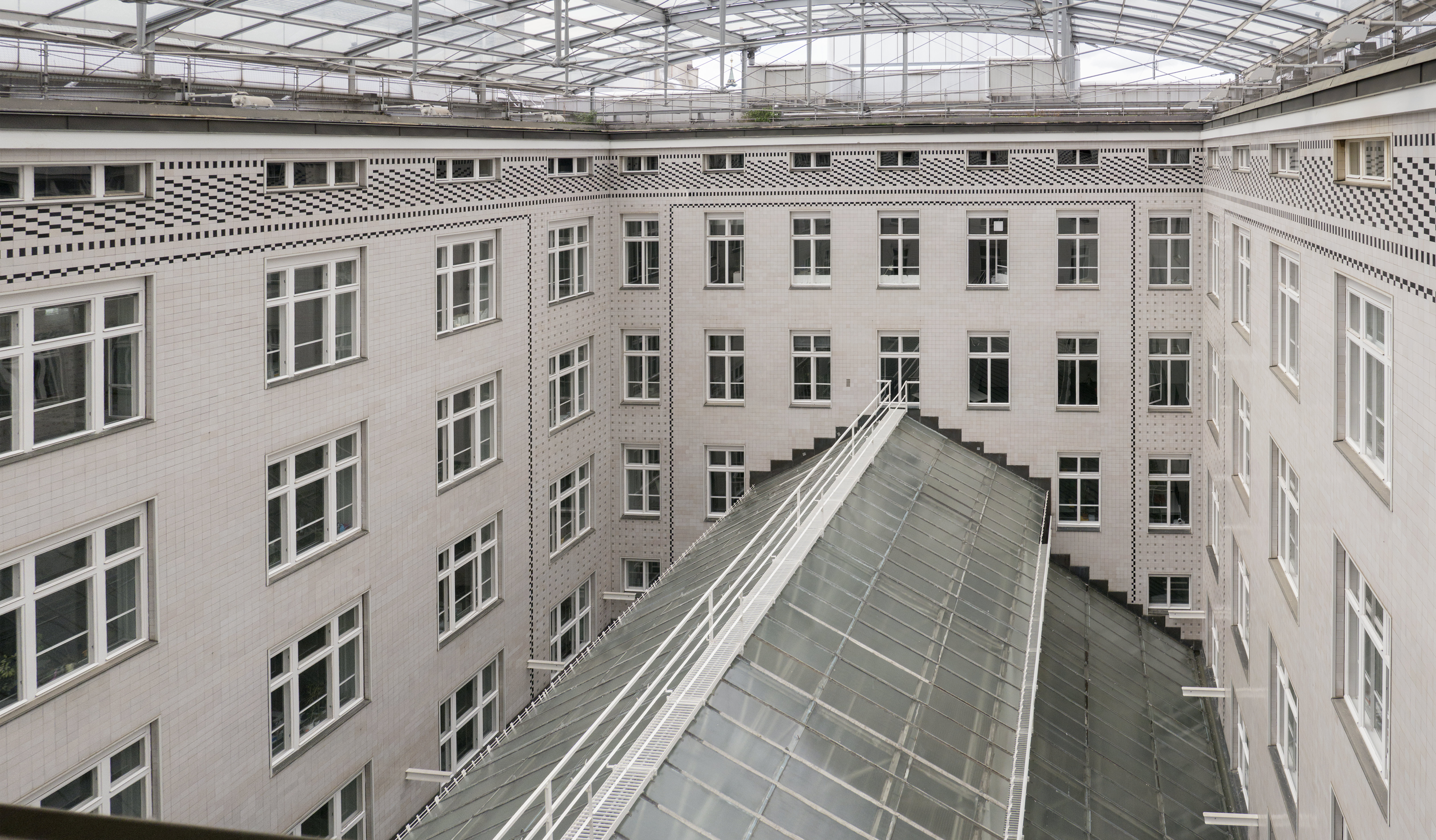
Вид на атріум

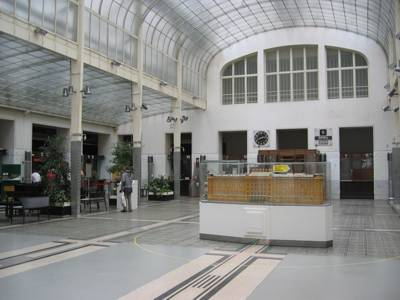
Головний зал у будівлі Österreichische Postsparkasse у Відні

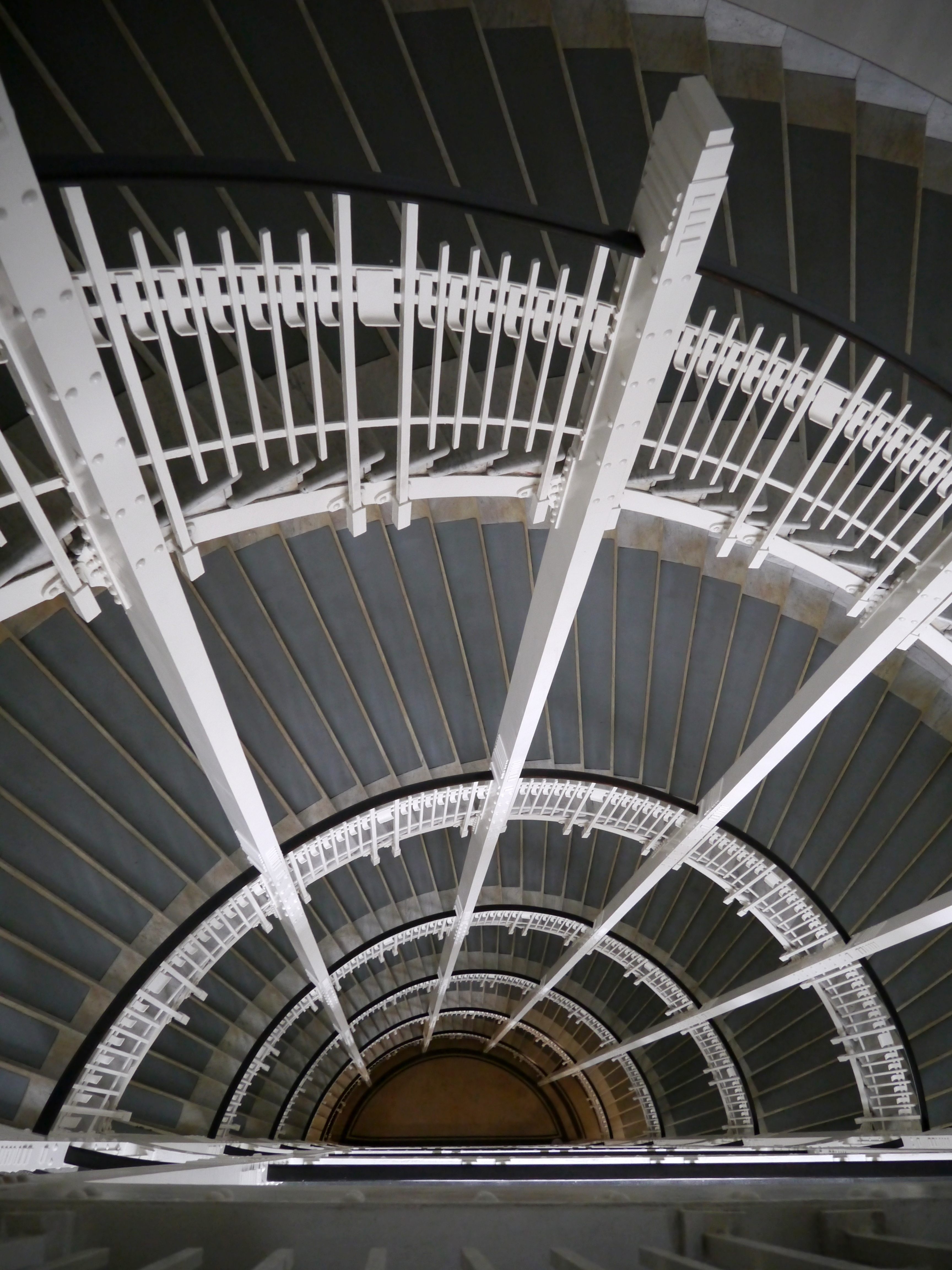
Сходова клітка

Через головний вхід на Георг-Кох-Плац відвідувач піднімається сходами до великого Касенгалле, де розташована служба обслуговування клієнтів. Таким чином, головний зал ефективно знаходиться на першому поверсі. Зал спроєктований як атріум, з великим скляним мансардним вікном, що дозволяє природне світло постійно проникати в серце будівлі. Природне освітлення використовується не лише зі стилістичних міркувань, а й для здешевлення електричного освітлення. Навіть підлога головного залу побудована зі скляної плитки, що дозволяє природному світлу проникати далі до підлоги нижче, де розташовані скриньки пошти та кімнати для сортування пошти. Вагнер зводив обробку в головному залі мінімально, використовуючи в якості матеріалів лише скло та поліровану сталь. Декоративний ефект створюється простим, але елегантним використанням самого матеріалу. Матовий скляний люк пробитий сталевими колонами, їх тонкий дизайн робить їх максимально безперешкодними для падаючого світла. Зал є одним із відомих творів Отто Вагнера та одним із найкращих прикладів Віденської сецесії.
Офісні приміщення будівлі розділено відповідно до осі зовнішніх вікон, знову ж таки максимально використовуючи природне світло. Внутрішні стіни не є несучими, і тому їх можна переставляти відповідно до потреб — особливості, яка стала стандартною для сучасних офісних будівель.

## Поточний стан
Пошкоджена під час Другої світової війни, будівля все ще перебуває у первісному стані і з 2005 року включає музей, присвячений її творцеві Отто Вагнеру.